# Aserbaidschanischer Fußballpokal 2000/01
Der Aserbaidschanischer Fußballpokal 2000/01 war die zehnte Austragung des Pokalwettbewerbs im Fußball in Aserbaidschan. Pokalsieger wurde der FK Shafa Baku, der sich im Finale gegen den Neftçi Baku PFK mit 2:1 durchsetzte. Shafa qualifizierte sich durch den Sieg für die Qualifikationsrunde im UEFA-Pokal 2001/02.

## Modus
Bis zum Halbfinale wurden die Sieger in Hin- und Rückspiel ermittelt. Bei Torgleichstand in beiden Spielen zählte zunächst die größere Zahl der auswärts erzielten Tore; gab es auch hierbei einen Gleichstand, wurde das Rückspiel verlängert und ggf. ein Elfmeterschießen zur Entscheidung ausgetragen.

## Teilnehmer
| Premyer Liqası (11)                                                                                          | Premyer Liqası (11)                                                                        | Birinci Divizionu (12)                                                                                             | Birinci Divizionu (12)                                                                                      | Regionalliga (1)        |
| --- | ------------------------------------------------------------------------------------------ | --- | --- | ----------------------- |
| - MFK Araz-Naxçıvan - FK Dinamo-Bakılı Baku - FK Kəpəz - Neftçi Baku PFK - FK Qarabağ Ağdam - FK Şahdağ Quba | - FK Şəmkir - FK Shafa Baku - PFK Turan Tovuz - FK Viləs Masallı - Xəzər Universiteti Baku | - FK Azərsun Baku - Bakılı Baku PFK - FK Lokomotiv İmişli - FK Mağara Zaqatala - MOİK Baku PFK - FK Narzan Gədəbəy | - FK Real Baku - FK Şahdağ-Samur - FK Shafa Baku 2 - FK Şilavar Lənkəran - FK Ümid Baku - FK Xəzər Lənkəran | - Dəniz Neftçiləri Zirǝ |

## 1. Runde
In dieser Runde nahmen drei Erstligisten, zwölf Zweitligisten und ein Regionalist teil.
|                          | Gesamt    |                             | Hinspiel | Rückspiel |
| ------------------------ | --------- | --------------------------- | -------- | --------- |
| FK Narzan Gədəbəy (II)   | 4:1       | FK Shafa Baku 2 (II)        | 2:1      | 2:0       |
| FK Real Baku (II)        | (a)6:6(a) | Dəniz Neftçiləri Zirǝ (III) | 3:2      | 3:4       |
| FK Şahdağ-Samur (II)     | (a)4:4(a) | FK Viləs Masallı (I)        | 1:0      | 3:4       |
| FK Lokomotiv İmişli (II) | 4:2       | FK Mağara Zaqatala (II)     | 2:1      | 2:1       |
| Bakılı Baku PFK (II)     | 1:5       | Neftçi Baku PFK (I)         | 1:1      | 0:4       |
| FK Şilavar Lənkəran (II) | 3:8       | FK Xəzər Lənkəran (II)      | 2:5      | 1:3       |
| FK Ümid Baku (II)        | 2:0       | FK Azərsun Baku (II)        | 2:0      | 0:0       |
| FK Şahdağ Quba (I)       | 0:6       | MOİK Baku PFK (II)          | 00:3 1   | 00:3 1    |

## Achtelfinale
Teilnehmer: Die acht Sieger der 1. Runde und acht weitere Erstligisten. 
|                          | Gesamt |                             | Hinspiel | Rückspiel |
| ------------------------ | ------ | --------------------------- | -------- | --------- |
| FK Narzan Gədəbəy (II)   | 01:12  | FK Dinamo-Bakılı Baku (I)   | 0:3      | 1:9       |
| MFK Araz-Naxçıvan (I)    | 0:6    | FK Real Baku (II)           | 00:3 2   | 00:3 2    |
| FK Şahdağ-Samur (II)     | 2:1    | Xəzər Universiteti Baku (I) | 2:1      | 0:0       |
| FK Lokomotiv İmişli (II) | 00:10  | FK Shafa Baku (I)           | 0:5      | 0:5       |
| Neftçi Baku PFK (I)      | 2:1    | FK Şəmkir (I)               | 2:0      | 0:1       |
| FK Xəzər Lənkəran (II)   | 01:11  | FK Kəpəz (I)                | 0:2      | 1:9       |
| FK Ümid Baku (II)        | 0:2    | PFK Turan Tovuz (I)         | 0:2      | 0:0       |
| MOİK Baku PFK (II)       | 2:1    | FK Qarabağ Ağdam (I)        | 1:1      | 1:0       |

## Viertelfinale
|                           | Gesamt |                      | Hinspiel | Rückspiel |
| ------------------------- | ------ | -------------------- | -------- | --------- |
| FK Dinamo-Bakılı Baku (I) | 7:0    | FK Real Baku (II)    | 4:0      | 3:0       |
| FK Shafa Baku (I)         | 5:1    | FK Şahdağ-Samur (II) | 3:0      | 2:1       |
| Neftçi Baku PFK (I)       | 4:1    | FK Kəpəz (I)         | 1:0      | 3:1       |
| PFK Turan Tovuz (I)       | 3:0    | MOİK Baku PFK (II)   | 2:0      | 1:0       |

## Halbfinale
|                     | Gesamt |                           | Hinspiel | Rückspiel |
| ------------------- | ------ | ------------------------- | -------- | --------- |
| FK Shafa Baku (I)   | 3:2    | FK Dinamo-Bakılı Baku (I) | 0:0      | 3:2       |
| PFK Turan Tovuz (I) | 1:3    | Neftçi Baku PFK (I)       | 0:1      | 1:2       |

## Finale
| Paarung   | FK Shafa Baku – Neftçi Baku PFK                                          |
| Ergebnis  | 2:1 (1:1)                                                                |
| Datum     | 25. Mai 2001                                                             |
| Stadion   | Mehdi Hüseynzadə Stadion, Sumqayıt                                       |
| Zuschauer | 500                                                                      |
| Tore      | 1:0 Ramiz Məmmədov (8.) 1:1 Samir Əliyev (23.) 2:1 Emin İmaməliyev (85.) |